# Michał Englert
Michał Englert (Varsavia, 4 maggio 1975) è un direttore della fotografia, regista, sceneggiatore e produttore cinematografico polacco.

## Biografia
È figlio dell'attrice Marta Lipińska e di Maciej Englert, regista cinematografico e direttore artistico del Teatro contemporaneo di Varsavia. Suo zio è l'attore Jan Englert, a sua volta direttore del Teatro Nazionale di Varsavia.
Si laurea alla Scuola nazionale di cinema, televisione e teatro Leon Schiller di Łódź.
Noto per le sue collaborazioni artistiche con la regista Małgorzata Szumowska, Englert ha curato la fotografia di tutti i lungometraggi di quest'ultima e, a partire da W imię... (2013), ne è stato anche co-sceneggiatore e produttore. I due sono stati sposati dal 2001 al 2004: l'anno seguente, Englert ha conosciuto sul set del film della Szumowska Solidarność, Solidarność... la sua attuale moglie, l'attrice Maja Ostaszewska, con cui ha due figli. Nel 2020 ha fatto il suo esordio alla regia, co-dirigendo con Szumowska il film Non cadrà più la neve, in concorso alla 77ª Mostra internazionale d'arte cinematografica di Venezia.

## Filmografia parziale

### Direttore della fotografia

#### Cinema
- Cisza, regia di Małgorzata Szumowska - cortometraggio documentario (1998)
- Szczesliwy czlowiek, regia di Małgorzata Szumowska (2000)
- Dokument...?, regia di Małgorzata Szumowska - cortometraggio documentario (2001)
- Crossroad, episodio di Visions of Europe, regia di Małgorzata Szumowska (2004)
- Ono, regia di Małgorzata Szumowska (2004)
- Ojciec, episodio di Solidarność, Solidarność..., regia di Małgorzata Szumowska (2005)
- Valley of Flowers, regia di Pan Nalin (2006)
- 33 sceny z życia, regia di Małgorzata Szumowska (2008)
- Miłość na wybiegu, regia di Krzysztof Lang (2009)
- All That I Love - Tutto ciò che amo (Wszystko, co kocham), regia di Jacek Borcuch (2009)
- Elles, regia di Małgorzata Szumowska (2011)
- W imię..., regia di Małgorzata Szumowska (2013)
- The Congress, regia di Ari Folman (2013)
- Ciało, regia di Małgorzata Szumowska (2015)
- Dark Crimes (True Crimes), regia di Alexandros Avranas (2016)
- Un'altra vita - Mug (Twarz), regia di Małgorzata Szumowska (2018)
- Koly padayut dereva, regia di  Marysia Nikitiuk (2018)
- The Other Lamb, regia di Małgorzata Szumowska (2019)
- #19. Nightwalk, regia di Małgorzata Szumowska - cortometraggio (2020)
- Non cadrà più la neve (Śniegu już nigdy nie będzie), regia di Małgorzata Szumowska e Michał Englert (2020)
- Infinite Storm, regia di Małgorzata Szumowska e Michał Englert (2022)
- EO, regia di Jerzy Skolimowski (2022)
- Questa sono io (Kobieta z...), regia di Małgorzata Szumowska e Michał Englert (2023)
- All Inclusive, regia di Małgorzata Szumowska e Michał Englert (2024)

#### Televisione
- L'albero magico (Magiczne drzewo) – serie TV, episodio 1x07 (2006)
- Blinded by the Lights (Ślepnąc od świateł) – serie TV, 8 episodi (2018)

### Sceneggiatore
- W imię..., regia di Małgorzata Szumowska (2013)
- Ciało, regia di Małgorzata Szumowska (2015)
- Un'altra vita - Mug (Twarz), regia di Małgorzata Szumowska (2018)
- #19. Nightwalk, regia di Małgorzata Szumowska - cortometraggio (2020)
- Non cadrà più la neve (Śniegu już nigdy nie będzie), regia di Małgorzata Szumowska e Michał Englert (2020)
- Questa sono io (Kobieta z...), regia di Małgorzata Szumowska e Michał Englert (2023)
- All Inclusive, regia di Małgorzata Szumowska e Michał Englert (2024)

### Produttore
- W imię..., regia di Małgorzata Szumowska (2013) - co-produttore
- Ciało, regia di Małgorzata Szumowska (2015)
- Un'altra vita - Mug (Twarz), regia di Małgorzata Szumowska (2018)
- Non cadrà più la neve (Śniegu już nigdy nie będzie), regia di Małgorzata Szumowska e Michał Englert (2020)
- Questa sono io (Kobieta z...), regia di Małgorzata Szumowska e Michał Englert (2023)
- All Inclusive, regia di Małgorzata Szumowska e Michał Englert (2024)

### Regista
- Non cadrà più la neve (Śniegu już nigdy nie będzie) (2020)
- Infinite Storm (2022)
- Questa sono io (Kobieta z...) (2023)
- All Inclusive (2024)

## Riconoscimenti
- Mostra internazionale d'arte cinematografica
  - 2020 – In concorso per il Leone d'oro per Non cadrà più la neve
  - 2023 – In concorso per il Leone d'oro per Kobieta z...
- Sundance Film Festival
  - 2013 – Miglior fotografia (World Cinema Dramatic) per Nieulotne
- Polskie Nagrody Filmowe
  - 2016 – Candidatura alla miglior fotografia per Ciało
  - 2016 – Candidatura alla miglior sceneggiatura per Ciało
  - 2018 – Candidatura alla miglior fotografia per Marie Curie
  - 2021 – Miglior fotografia per Non cadrà più la neve
- Camerimage
  - 2008 – Candidatura alla Rana d'oro per 33 sceny z życia
  - 2008 – Candidatura alla Rana d'oro (Polonia) per 33 sceny z życia
  - 2013 – Candidatura alla Rana d'oro (Polonia) per W imię...
  - 2016 – Candidatura alla Rana d'oro per Marie Curie
  - 2020 – Candidatura alla Rana d'oro per Non cadrà più la neve